# Таксі (фільм, 2015)
«Таксі» (перс. تاکسی) — іранський драматичний фільм, написаний та знятий Джафаром Панагі з ним же в головній ролі. Світова прем'єра стрічки відбулася у головному конкурсі 65-го Берлінського міжнародного кінофестивалю, де вона отримала «Золотого ведмедя» та Приз ФІПРЕССІ У 2010 році Панагі було заборонено займатися кінематографічною діяльністю і виїжджати з Ірану протягом 20 років, тому його небога Гана Саеіді, яка також знялася у «Таксі», отримала нагороди від його імені. Прем'єра в Україні відбулась 14 липня 2015 року на Одеському міжнародному кінофестивалі 2015, а 3 вересня 2015 року стрічка вийшла в український широкий прокат.

## У ролях
- Джафар Панагі
- Гана Саеіді

## Виробництво
Подібний до стрічок «Десять» і «Смак вишні» Аббаса Кіаростамі, цей фільм зображується як «портрет іранській столиці Тегеран» і як «псевдо-документальна стрічка, дія якої відбувається у тегеранському таксі з Панагі як водієм», який возить пасажирів, що «довірилися» йому.
За словами Жан Мішель Фродона, пасажири складаються із «чоловіків та жінок, молодих та старих, багатих та бідних, традиціоналістів і модерністів, відеопіратів та захисників прав людини, які сидять на пасажирському сидінні недосвідченого водія на ім'я Ґарайє Панагі». Пасажирів грають непрофесійні актори, чиї особистості залишилися невідомими.

## Визнання
| Нагороди та номінації фільму «Таксі» | Нагороди та номінації фільму «Таксі» | Нагороди та номінації фільму «Таксі» | Нагороди та номінації фільму «Таксі» | Нагороди та номінації фільму «Таксі» | Нагороди та номінації фільму «Таксі» |
| Рік                                  | Кінопремія / Кінофестиваль           | Категорія / Нагорода                 | Номінант                             | Результат                            |                                      |
| ------------------------------------ | ------------------------------------ | ------------------------------------ | ------------------------------------ | ------------------------------------ | ------------------------------------ |
| 2015                                 | Мумбайський кінофестиваль            | Нагорода «Вибір глядачів»            | «Таксі»                              | Перемога                             |                                      |
| 2016                                 | Премія Сезар                         | Найкращий фільм іноземною мовою      | «Таксі»                              | Номінація                            |                                      |